# L'ombra della colpa
L'ombra della colpa è un film muto italiano del 1921 diretto da Telemaco Ruggeri.